# Rebound Ace

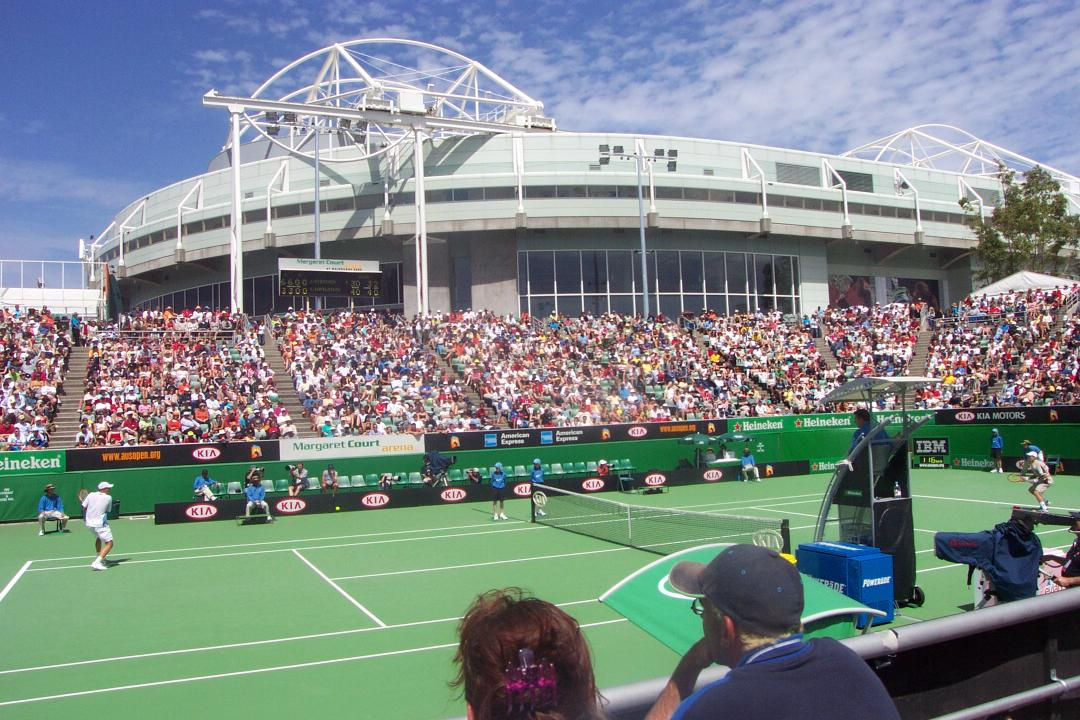
La Margaret Court Arena degli (Australian Open), presso il Melbourne Park. La Rod Laver Arena, il campo centrale, è sullo sfondo. Da notare il colore verde della superficie, tipica del Rebound Ace

Il Rebound Ace è un tipo di superficie dura dei campi da tennis, costituita da un'imbottitura di gomma, poliuretano, vetroresina, su una base di asfalto o cemento armato.  È prodotto da Rebound Ace Sport Pty Ltd, con sede a Brisbane, Australia.

## Proprietà
Tra le altre cose, l'attrito della superficie Rebound Ace può essere variata, aumentando o diminuendo la quantità di sabbia nello strato superiore; in tal modo si può personalizzare il rimbalzo della palla e la sua velocità sul campo. Il Rebound Ace è alcune volte paragonato al DecoTurf, che è stato usato per i campi degli U.S. Open, tuttavia il Rebound Ace è costruito con più imbottitura quindi ammortizza maggiormente.

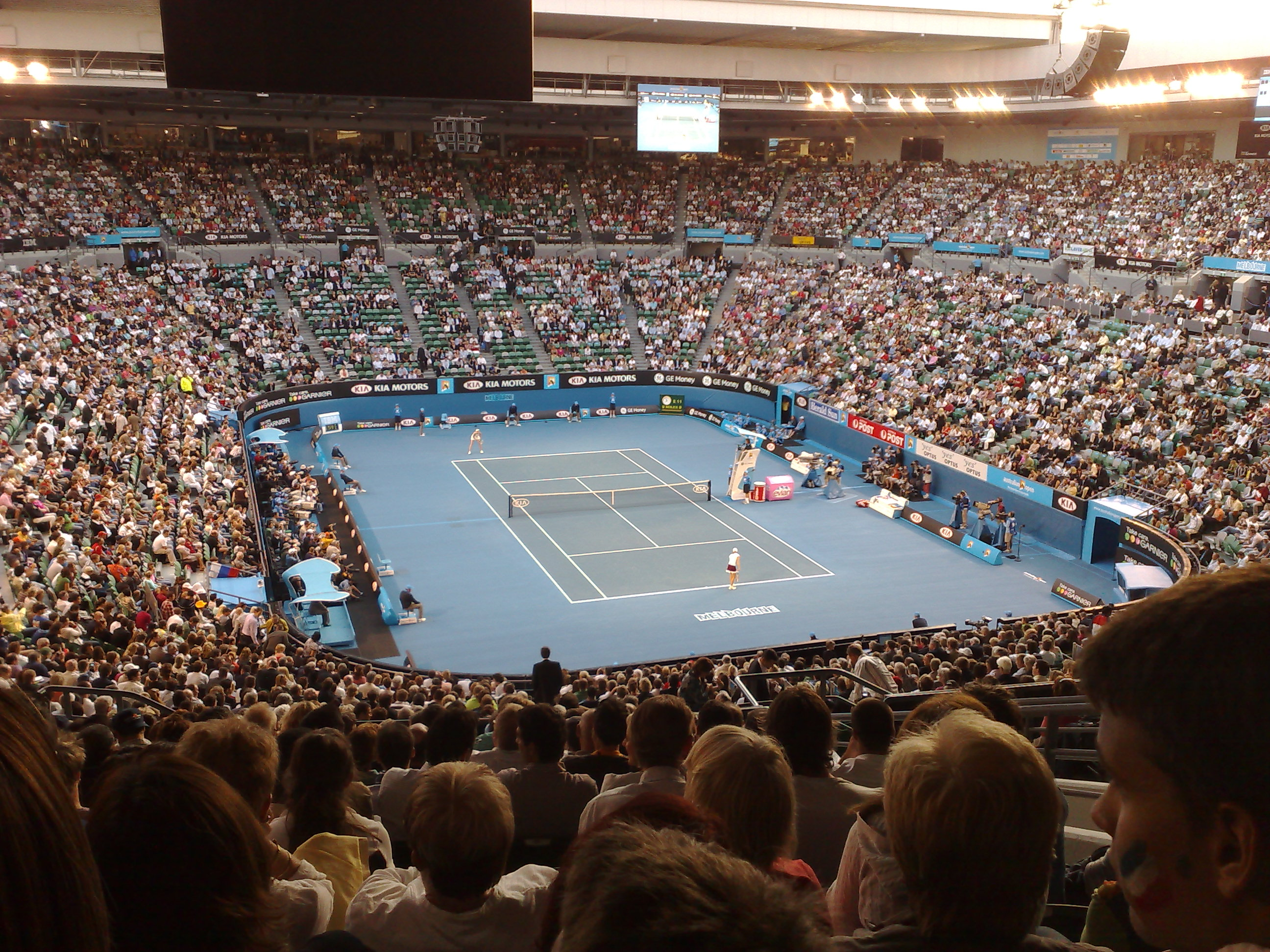
La Rod Laver Arena con la superficie blu, tipica del Plexicushion

## Australian Open
Dal 1988 fino al 30 maggio 2007, il Rebound Ace è stata la superficie ufficiale degli Australian Open, in seguito sostituita dal Plexicushion. È stato però oggetto di discussioni in questi ultimi anni, perché, nel torrido gennaio di Melbourne, le temperature elevate alteravano la struttura della superficie, aumentando in modo eccessivo l’adesione della suola della scarpa, rendendo così difficoltosi gli spostamenti del giocatore ed aumentando la probabilità di infortuni.
Tuttavia altri punti di vista non la ritengono peggiore di altre superfici dure. Una recente dichiarazione di Paul McNamee, direttore dello Slam, informa che le inchieste non hanno trovato nulla di negativo e che le lesioni siano inevitabili su qualsiasi terreno duro.
Rebound Ace è stato usato anche alle Olimpiadi estive di Sydney 2000, al Homebusg Bay al Sydney Olympic Park.

## Altri prodotti simili
Anche se il Rebound Ace è molto noto per la costruzione dei campi da tennis, con questo stesso materiale vengono prodotti una vasta gamma di prodotti, come pavimenti di impianti sportivi e coperture per superfici in cemento, come Rebound Impact usato al SeaWorld di Orlando in Florida  
Il Rebound Ace HSA Club è un'altra superficie per campi da tennis che differisce dal Rebound Ace, per la minor ammortizzazione, e inoltre ha dimostrato di imprigionare una minore quantità di calore.